# Amphicallia incomparabilis
Amphicallia incomparabilis är en fjärilsart som beskrevs av Paul Mabille 1892. Amphicallia incomparabilis ingår i släktet Amphicallia och familjen björnspinnare. Inga underarter finns listade i Catalogue of Life.